# Lomelosia rutifolia
Lomelosia rutifolia är en tvåhjärtbladig växtart som först beskrevs av Vahl, och fick sitt nu gällande namn av Avino och P.Caputo. Lomelosia rutifolia ingår i släktet Lomelosia och familjen Dipsacaceae. Inga underarter finns listade i Catalogue of Life.